# Aristide Maillol

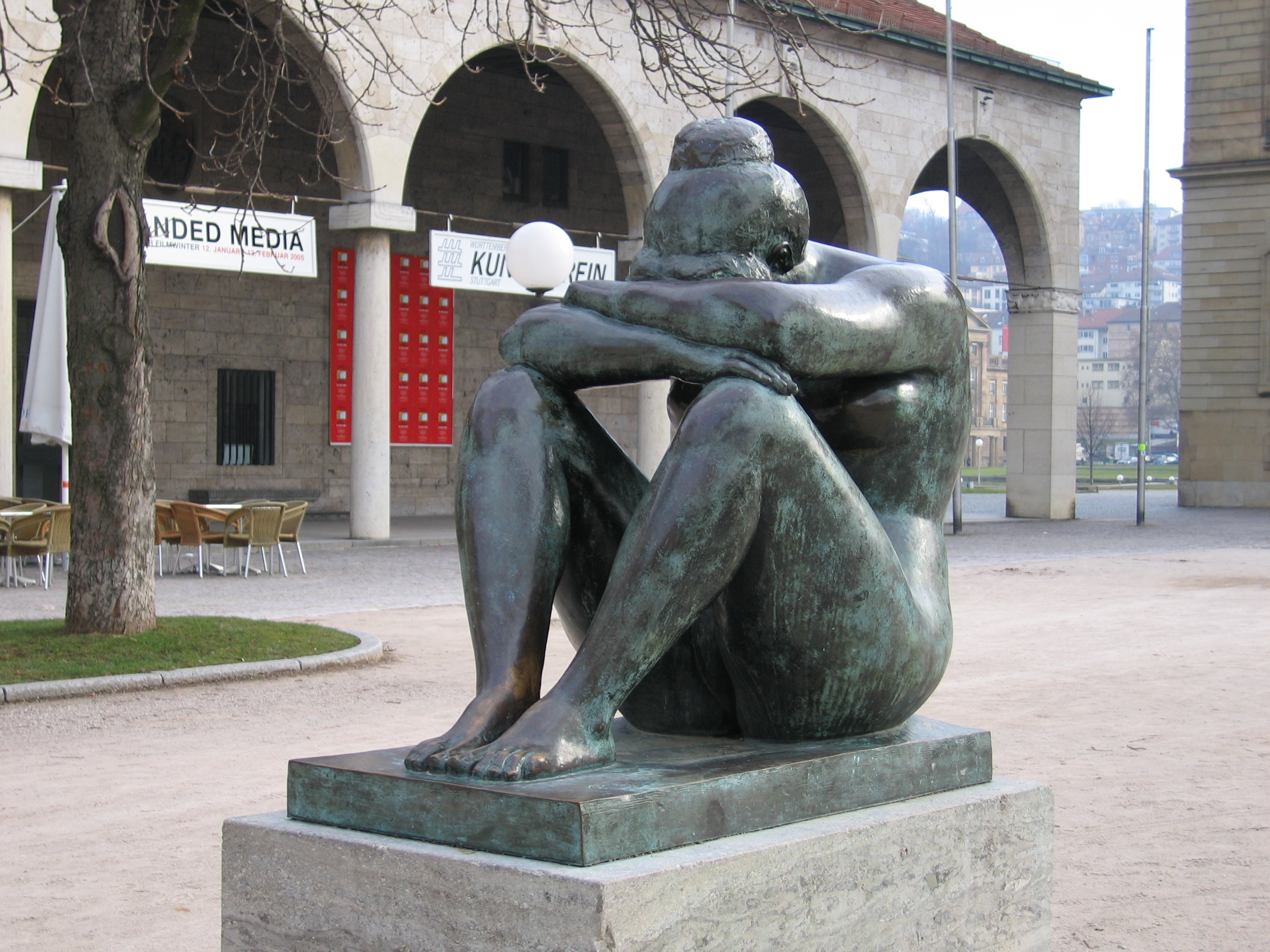
La noche, Stuttgart

Aristide Maillol (Banyuls-sur-Mer, 8 de diciembre de 1861-Banyuls-sur-Mer, 27 de septiembre de 1944) fue un pintor, grabador y escultor francés.

## Infancia y estudios
Aristide Maillol fue el cuarto de los cinco hijos del comerciante de telas y dueño de la viña Raphaȅl Maillol y su esposa Catherine Rouge. Venía de una familia de viticultores, marineros y contrabandistas.
Su lugar de nacimiento fue el pueblo de pescadores de Banyuls-sur-mer, situado en el Mediterráneo, en el Rosellón de los Pirineos-Orientales, cerca de la frontera española. Su lengua materna era el catalán, que hablaba con un fuerte acento francés.
Desde muy joven mostró gran afición por el dibujo; a los trece años pintó su primer cuadro. A los 18 años publicó una revista, La Figue, de la que era el único redactor, impresor, ilustrador y finalmente el único cliente.
En 1882 Maillol viaja a París, donde después de varios intentos, en 1885, es admitido en los cursos de dibujo y de pintura de la Escuela de Bellas Artes.

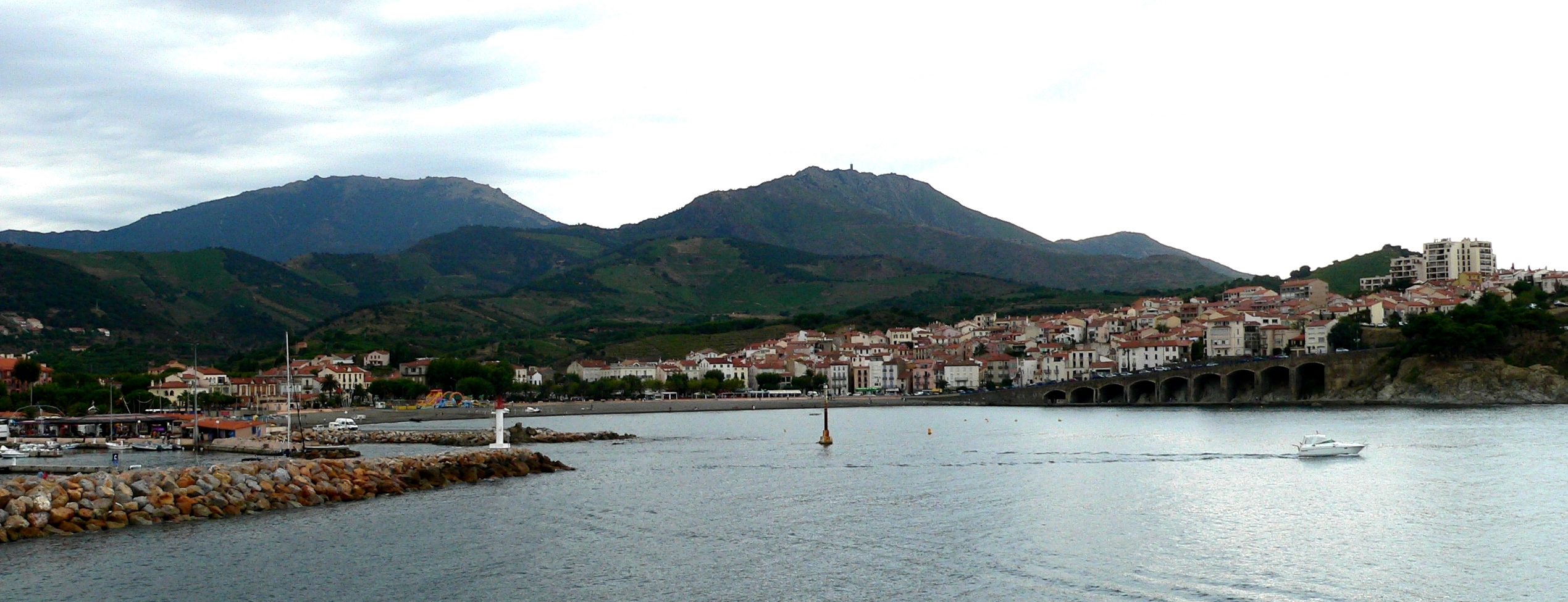
Banyuls-sur-mer

## Tapicería y primeras cerámicas
A partir de 1895 se orienta hacia la escultura, al tiempo que se interesarse por la tapicería.
En 1896 decide preparar él mismo los tintes para sus tapices y sale "en busca de las plantas indispensables para su preparación... Munido de un manual Roret y de un viejo libro "muy curioso", prestado por un farmacéutico, partió en búsqueda, a las montañas que rodean a Banyuls, acompañado de un viejo herborista. Pero la verdad vale más que la leyenda en este caso. "El viejo herborista era, en realidad, una linda muchacha, que pronto sería la señora Maillol": Clotilde Narcisse.
Ese año nace su hijo Lucien y la familia se instala en París, donde encontrará el grupo de los nabis. En esta época de penurias hace amistad con el escultor Émile Bourdelle, con el pintor Paul Gauguin y con Daniel de Monfreid,"el escultor nato más que pintor".
A pesar de la aceptación de sus tapices, su ejecución le afecta la vista obligándole a abandonar definitivamente este arte. Desde entonces se dedica casi exclusivamente a la escultura, muy influenciado por su amigo Gauguin, sus esculturas tienen un carácter a la vez solemne y sencillo, con un gran equilibrio y siempre enmarcándolas en figuras geométricas, centrándose en el desnudo femenino.
En 1899 conoce al príncipe Emmanuel Bibesco, quien lo recomendará a su madre, la princesa Helena Bibesco de Rumania. La princesa, quien además de ser reconocida pianista, desempeñaba un papel muy activo en la vida artística parisina de finales del siglo XIX, fue la primera mecenas del escultor. Sin embargo, el mecenazgo duró muy poco, pues la princesa falleció de cáncer en 1902.

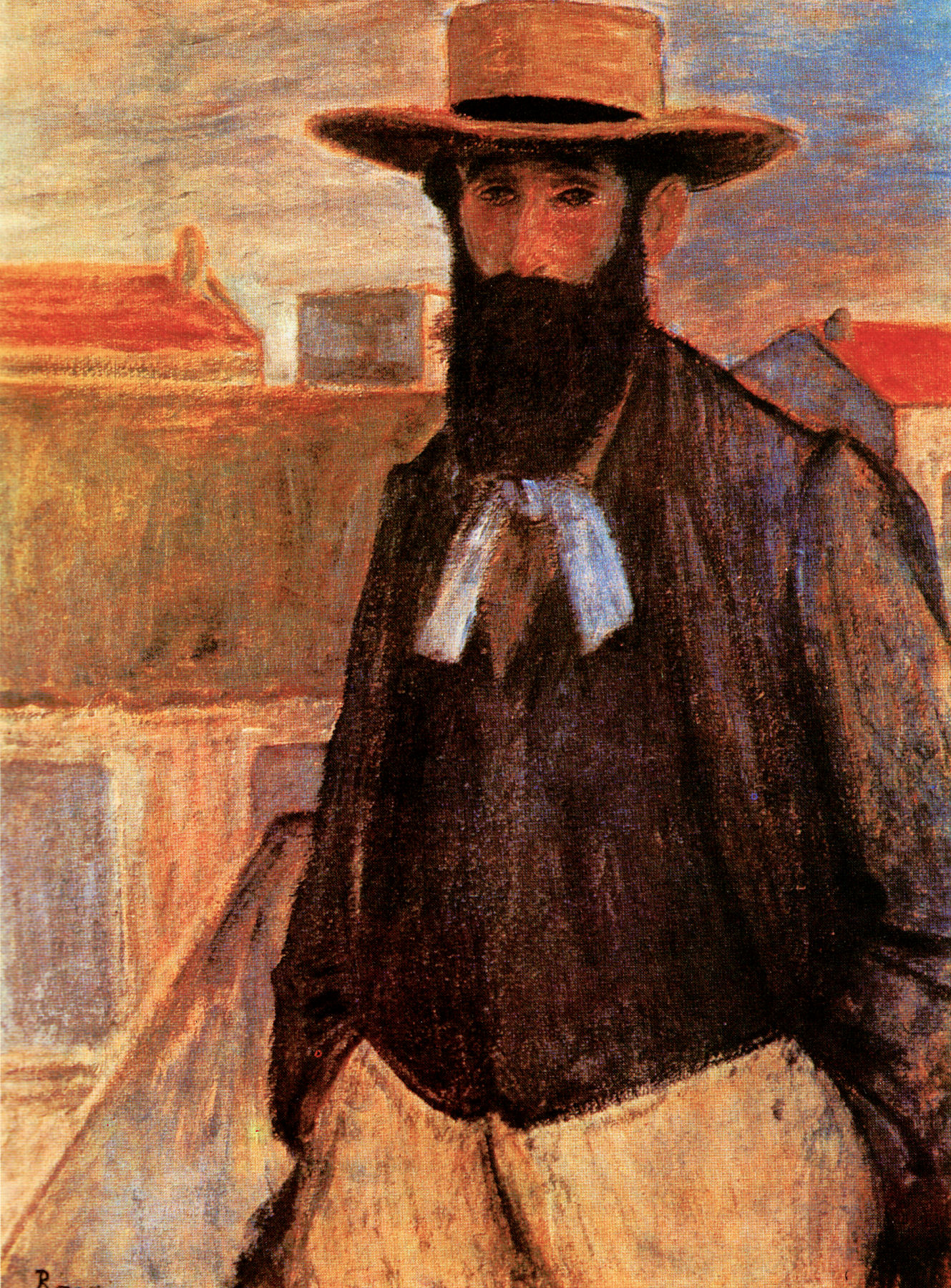
Retrato de Maillol, por József Rippl-Rónai (1889).
Museo de Orsay, París.

## Primera gran exposición
Maillol realiza su primera gran exposición en la pequeña galería de Ambroise Vollard. Concebida como la quincena Maillol, del 15 al 30 de junio de 1902, presentó treinta y tres obras, contenidas en un sobrio catálogo, ornado por una pequeña xilografía del artista, entre las que figuraban:
- once tapices El libro, perteneciente a Maurice Bouchoir, El Jardín, a Léo Rouanet
- una fuente de pared en arcilla esmaltada,
- un velador de terracota,
- un péndulo de cobre dorado (dos jóvenes sentadas que sostienen el cuadrante,
- la cuna del hijo, en madera tallada,
- un canapé y un panel adquiridos por la Princesa Bibesco,
- varias estatuillas de yeso, madera y bronce.

Los paneles tejidos por Maillol estaban enmarcados con tallas del artista.
La exposición fue un éxito. El escritor Octave Mirbeau compró una estatua de madera (ahora en el Museo Kröller-Müller, de Otterlo) y una de las más famosas estatuillas en broncede Maillol, "una Leda de nuevo porte" (ahora en la Oskar Reinharten Collection, de Winterthur). Después de la exposición, el artista Vollard compró cinco pinturas y 13 obras escultóricas.
Como era costumbre, Vollard adquirió al mismo tiempo los derechos de reproducción de las obrase inició ediciones ilimitadas de algunas de las estatuillas más populares de Maillol, que se pueden encontrar en numerosos museos y colecciones privadas. Desde que Maillol cedió el derecho de estas obras, los bronces de Vollard son legales. El artista por lo general no tiene nada que ver con su creación, pero la mayoría de estos bronces se realizaron con estricta calidad, probablemente porque Vollard los encargó a la misma fundición, donde Maillol se sirvió al principio de su carrera: Bingen y Costenoble Florentin y Godard.
Las pequeñas esculturas de los primeros días de Maillol son tan convincentes, ya que el artista y su esposa Clotilde siempre tenían su modelo ideal en mente. Su tipo y proporciones fueron innovador por sus obras escultóricas:
"Me casé con una mujer pequeña. Siempre he tenido en cuenta las piernas cortas. Por lo tanto, yo buscaba la armonía de las piernas cortas. Si yo estuviera casado con una parisina de piernas largas, podría haber buscado la armonía de las piernas largas".
Aristide Maillol
"Rodin que fue a la casa de Vollard en compañía de Louis Dejean, que trabajaba entonces para él, acogió cordilamente días después en su taller de la calle Universidad, con una carta de presentación de Mirbeau a este joven colega cuyo talento le había impresionado y seducido repentinamente y le adquirió una figurilla de bronce, primitivamente tallada en madera y vaciada a la cera"
En 1903 conoce al conde Harry Kessler de Alemania, quien será su mecenas más importante.

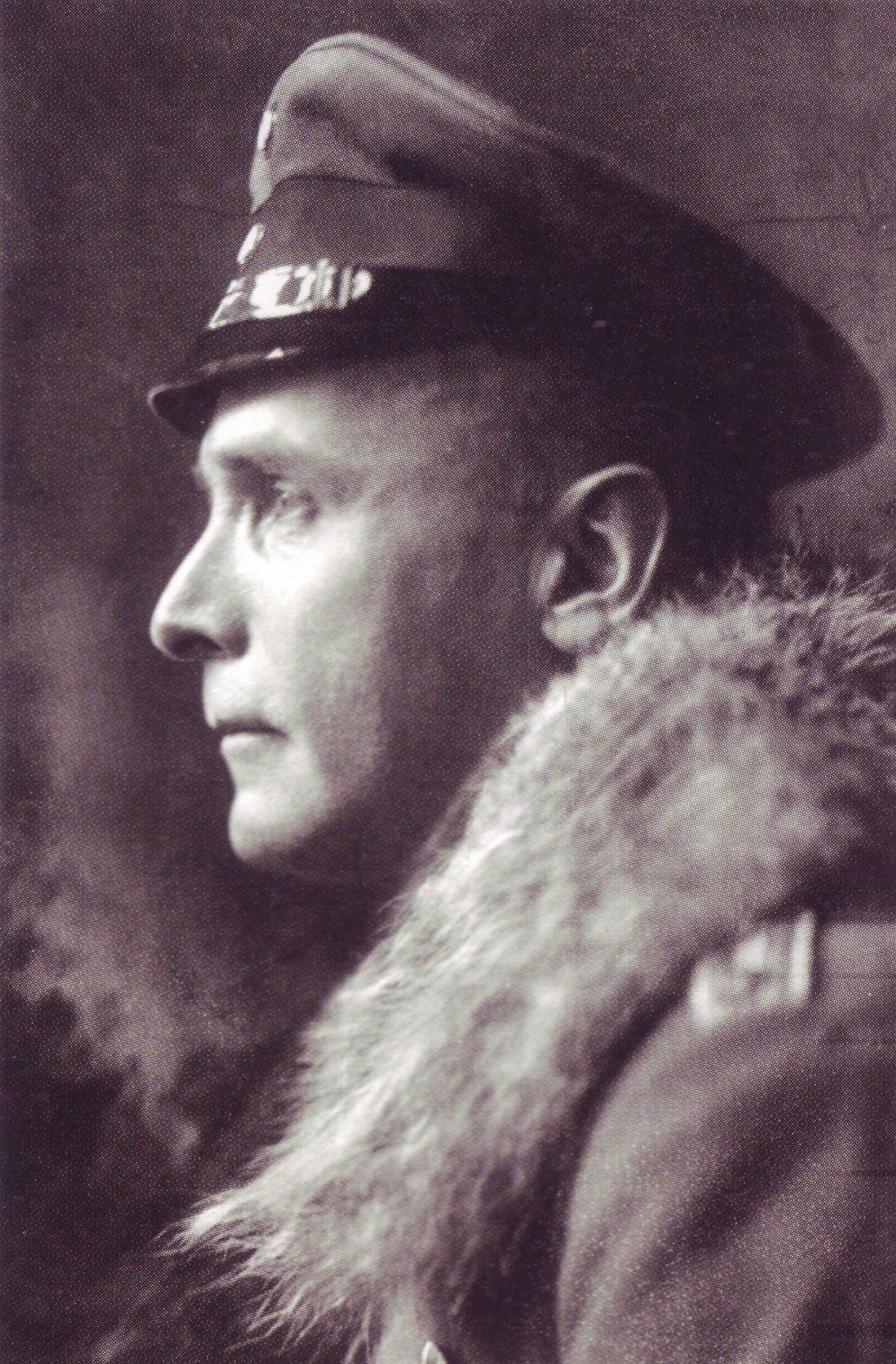
Harry Graf Kessler

## Las grandes figuras (1905-1914)
En 1905 le llega el éxito en el Salón de Otoño en París, donde ha expuesto la Mediterránea. A partir de aquí hace numerosas exposiciones en París, Nueva York, Berlín, Chicago. Tiene encargos y también ilustra diversos libros.
En 1909, por encargo del conde Kessler realizó las esculturas Le Désir y Le Cycliste y del coleccionista ruso Ivan Morozov Les Quatre saisons. Regala la Méditerranée a la ciudad de Perpiñán.
1913: expone en Rótterdam (Países Bajos).

## Primera Guerra Mundial

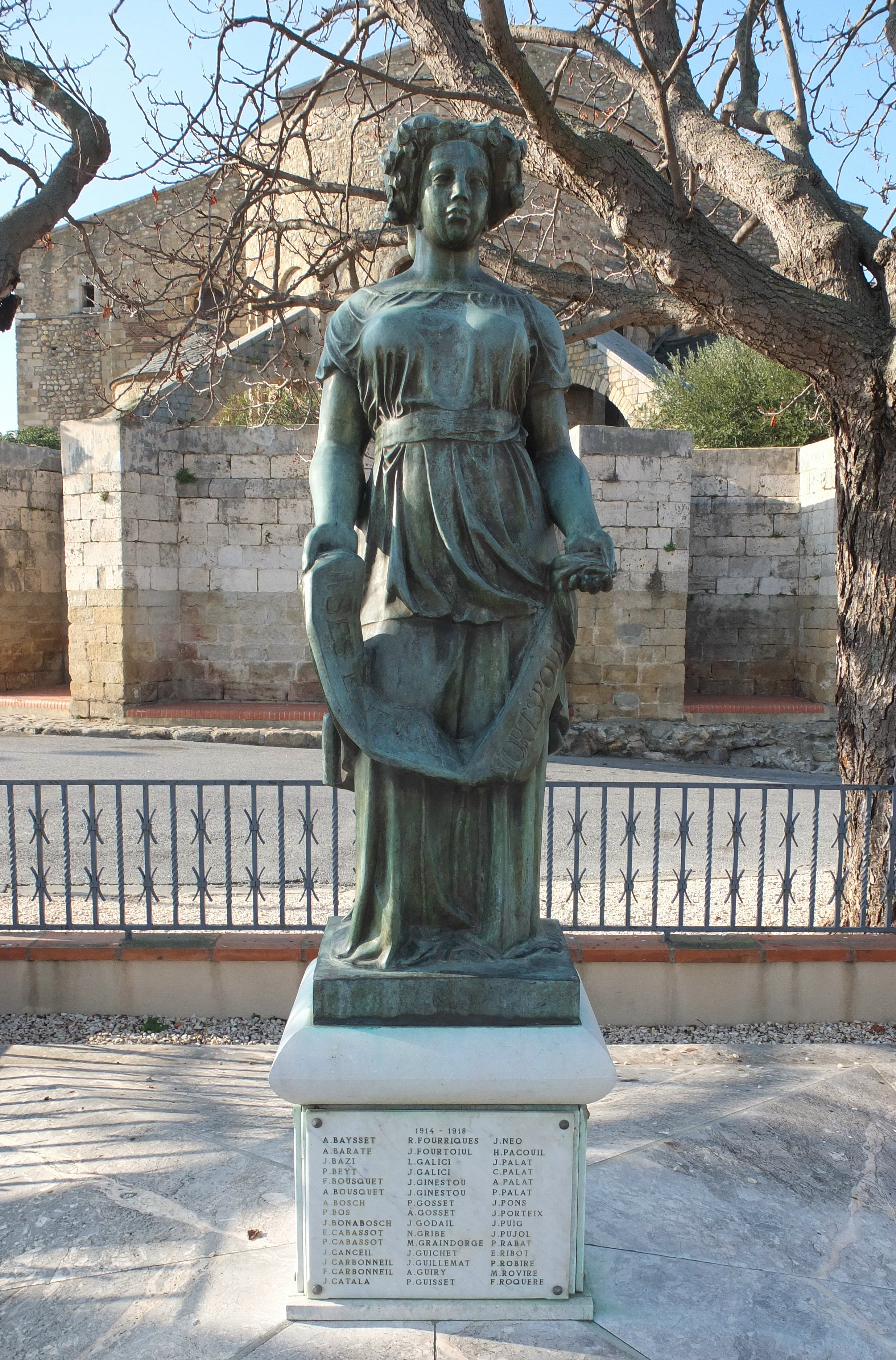
Monumento conmemorativo de guerra, Elne

La amistad con el Conde Kressler, el cual editaba un libro, Les Geòrgiques de Virgilio,y Maillol se encargó de su ilustración con xilografías. Todo esto le llevó a que fuera atacado como colaborador de los alemanes al desencadenarse la Primera Guerra Mundial. "Todo el escándalo, dice su biógrafa Judith Cladel, se reducía a una conversación telegráfica" de Kressler al sobrino de Maillol: " La guerra es inminente. Aconseje a su tío que entierre sus estatuas... El informe acerca de Maillol "puso fin a las absurdas sospechas, y Clemenceau... puso las cosas en su lugar en cuatro plumazos, desde Hombre Libre. La Municipalidad de Marly-le-Roi tuvo que retractarse y ordenar al pregón del pueblo hacer público el resultado de la investigación".
El Estado francés le hace su primer encargo en 1923: un ejemplar de La Méditerranée, de mármol.
La primera exposición de Maillol en los Estados Unidos se realizó en 1925, en la ciudad de Búfalo. En Basilea, Suiza, se efectúa la gran retrospectiva de su obra, en 1933.
En 1934, en la rue Monge de París, el arquitecto Jean-Claude Dondel, amigo de Maillol facilitó un primer encuentro con una adolescente rusa de 15 años, Dina Vierny, quien se convirtió en su última modelo. Maillol tiene 73 años.
La municipalidad de Aix-en-Provence rechaza su monumento a Cézanne.
Le es encargado el monumento al político socialista Louis Auguste Blanqui, detenido durante largos años. Maillol acepta la insignificante cantidad de que disponía Clemenceau, uno de los organizadores, y realiza, casi gratis, la Acción encadenada, erigida en la plaza de Puget-Théniers. El cura de la localidad se niega a celebrar la misa mientras no sea retirada la escultura.
El Petit Palais de París abre la gran retrospectiva Maillol en 1937.
En 1938 realizó el Monumento a los muertos de Portvendres en Céret. En septiembre de 1939, antes de retirarse a su casa de Banyuls-sur-Mer, creó La Rivière. Maillol se dedica a pintar y dibuja mucho, empezó en 1940 la última estatua: Harmonie, su última obra, inconclusa.

## Segunda Guerra Mundial
"Arístides Maillol tenía 78 años al empezar la Segunda guerra mundial, cuyo final no llegó a ver. Se ha escrito sobre su actitud con el régimen colaboracionista de Pétain, pero Dina Vierny ha explicado que el escultor aceptó esconder allí a artistas fugitivos de los nazis, que la joven modelo ayudó a cruzar la frontera por un camino que él le mostrara."
Maillol murió el 27 de septiembre de 1944, en Banyuls-sur-Mer, aparentemente a consecuencia de un accidente de tráfico, acaecido diez días antes, cuando regresaba de visitar al pintor Raoul Dufy en Vernet-les-Bains. En el hospital escribe sus últimos pensamientos en un cuaderno. Solo diez personas asisten a su entierro en el cementerio local.
En 1963 se instalan en los jardines de las Tullerías las esculturas donadas por Dina Vierny al Estado francés y en 1995 se realiza la apertura del Museo Maillol de París, un año antes se había inaugurado otro en su ciudad natal de Bayuls-sur-Mer.
En 2000 se realizó la gran exposición de sus obras en el espacio Maillol del Palacio de Congresos en Perpiñán. En 2009 se realizó una extensa exposición del artista en la Casa Milà (La Pedrera), obra de Antoni Gaudí, en la ciudad de Barcelona.

## Galería

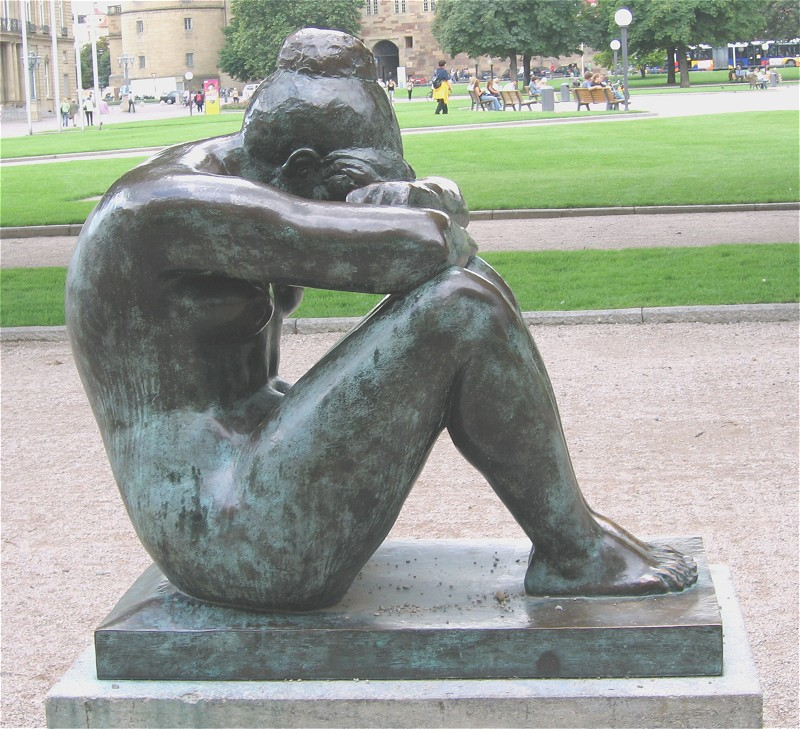
La noche., 1902, Schlossplatz en Stuttgart (Öffentlicher Platz).
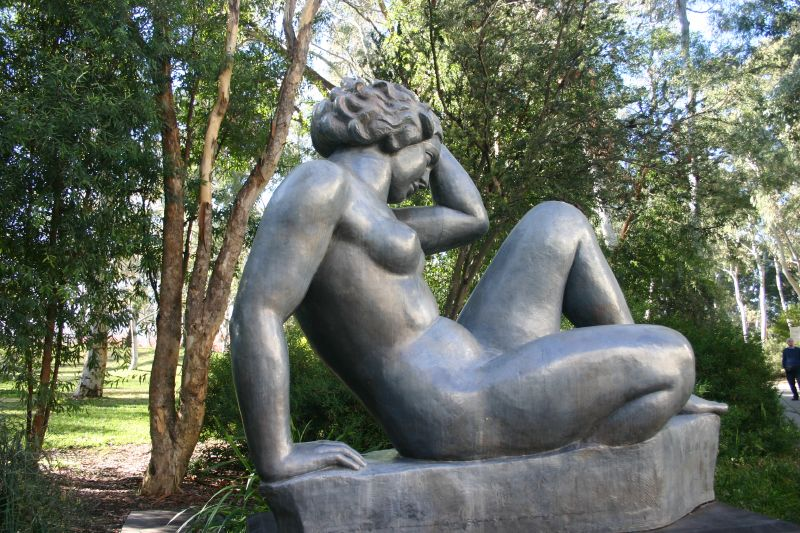
Venus., La Montaña1936. Escultura emplazada en el Jardín de las Esculturas de la National Art Gallery de Sídney, Australia.
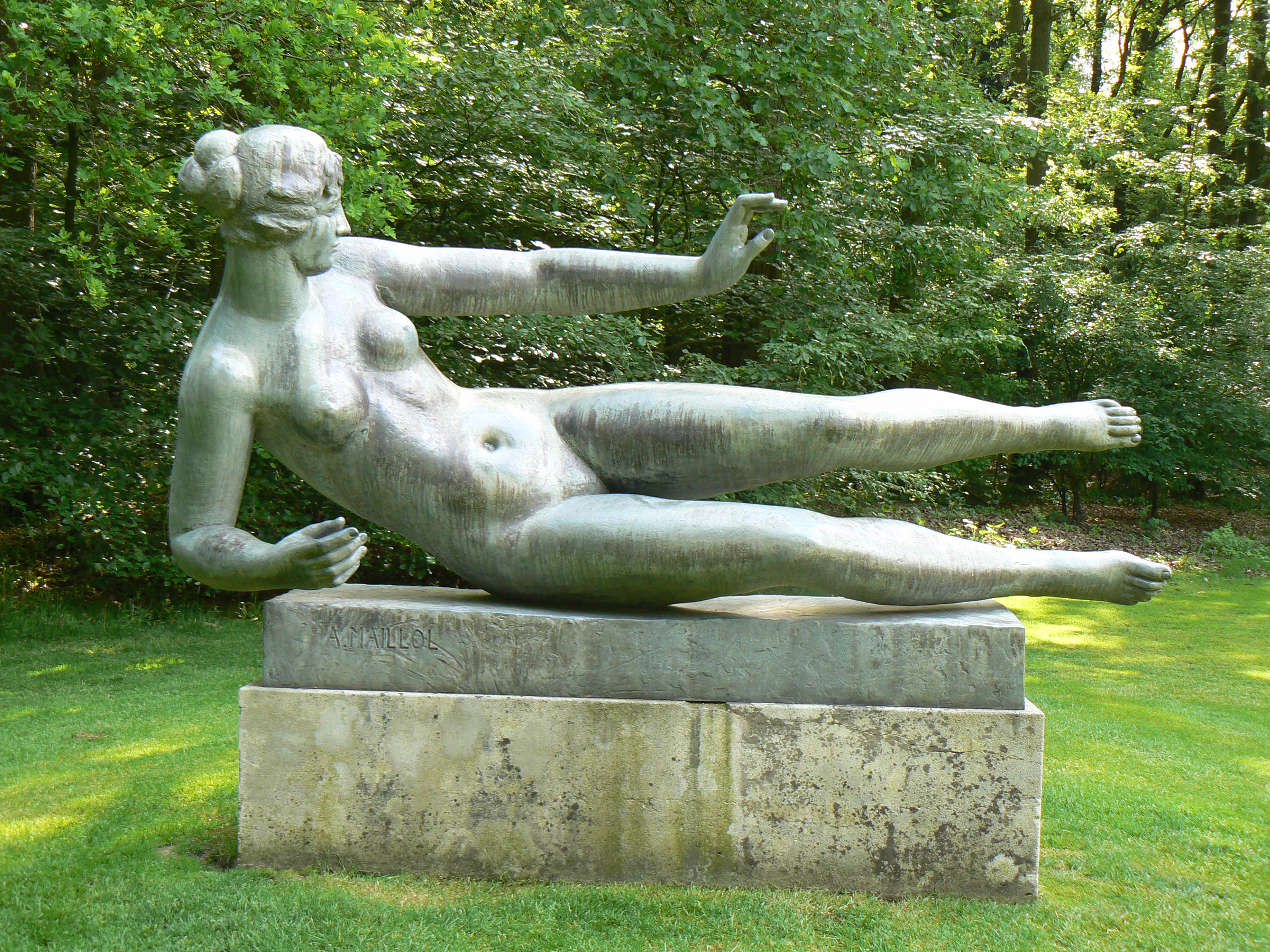
El Aire (1939) En el Parque de las Esculturas de KMM. Holanda
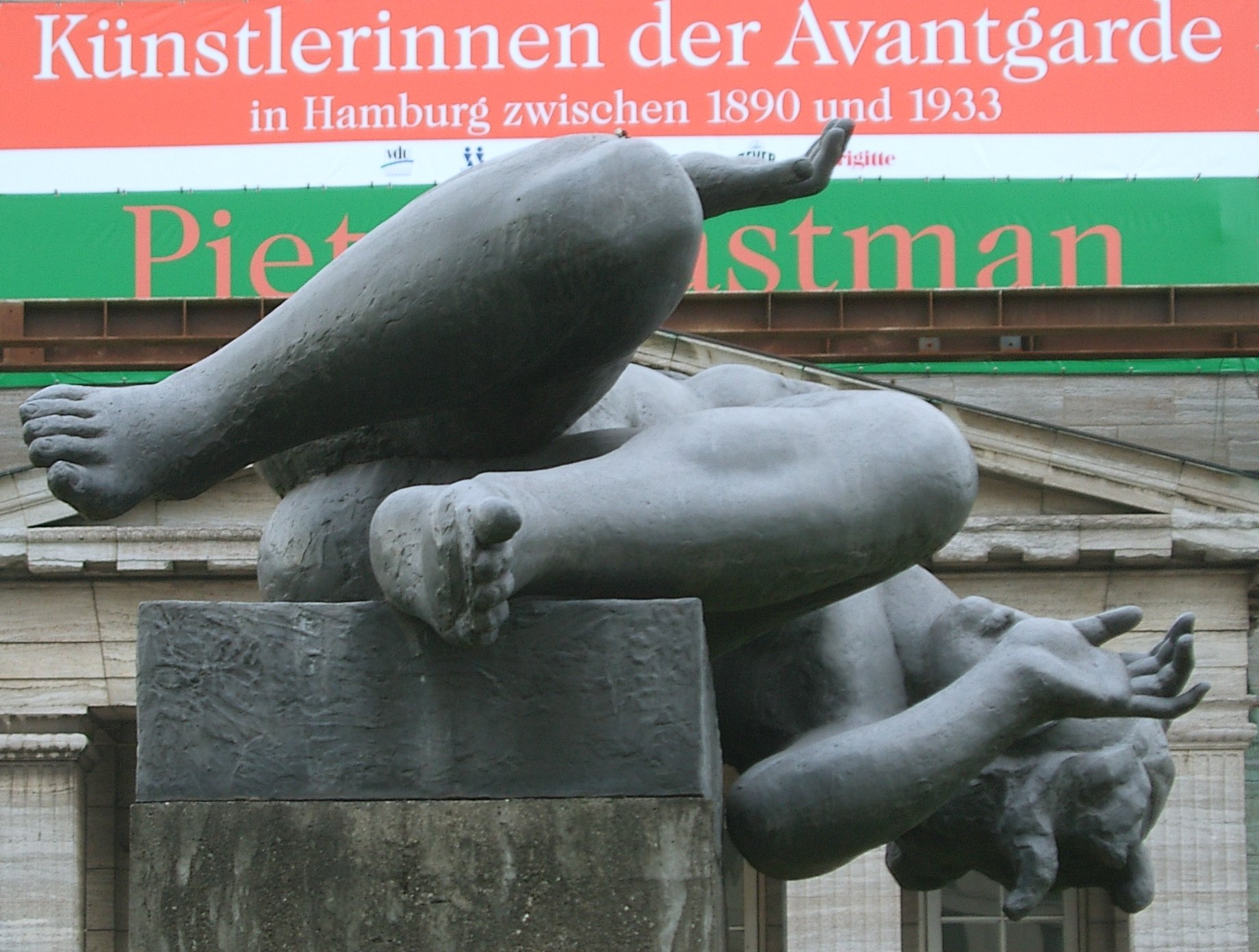
El Río (1939). Bildbeschreibung: Hamburgo, Kunsthalle
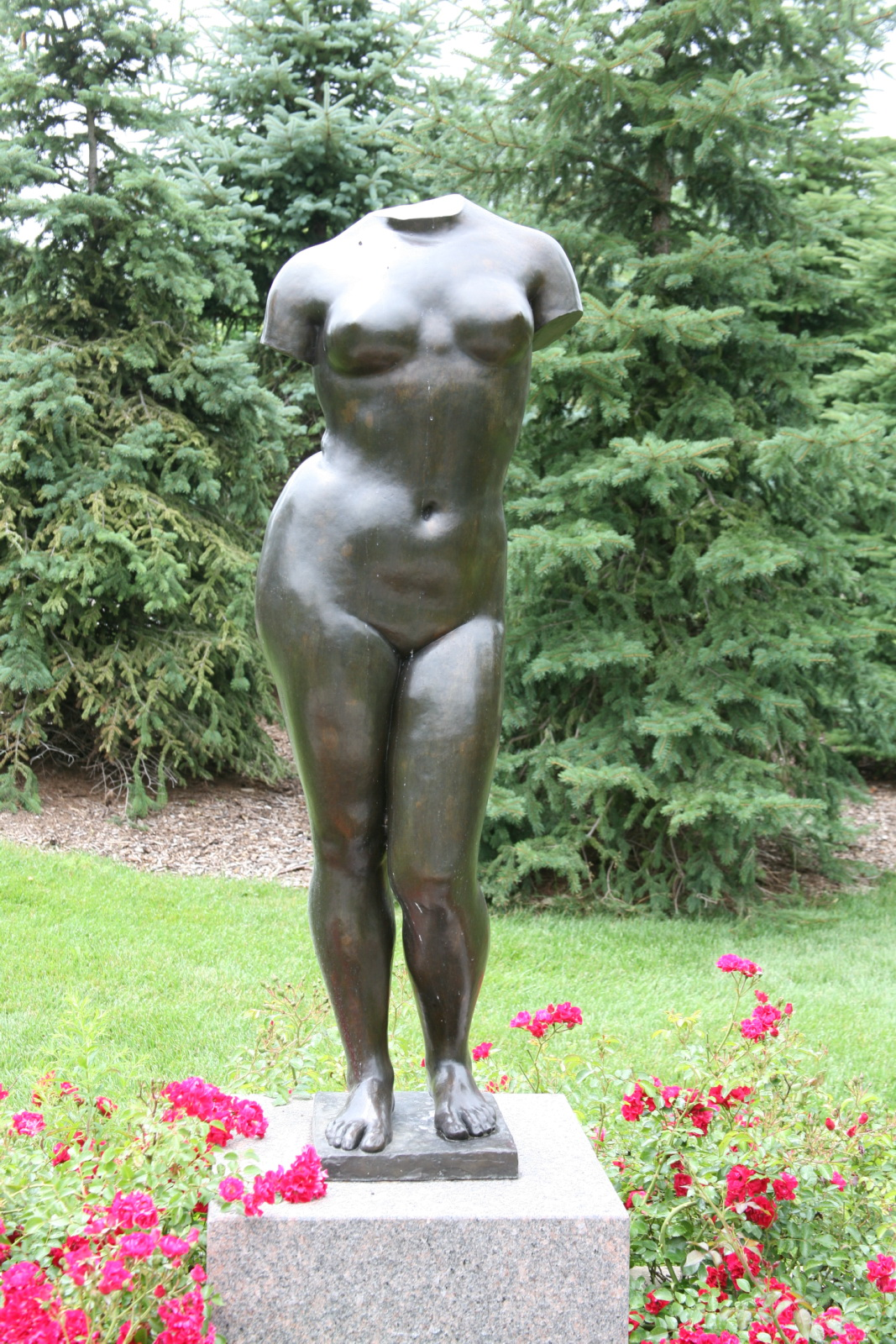
Torso de Otoño, bronce de 1911 de Aristide Maillol en el Frederik Meijer Gardens and Sculpture Park.

### Catálogos razonados
- J. Rewald (1951). The works of A. Maillol, complete catalogue. Pantheon Books Editeur, New York.
- M. Guérin (1965 y 1967). L’oeuvre gravé et lithographié», 2 Vol. Ed. Pierre Cailler, Genève.